# Pseudostixis basigranosa
Pseudostixis basigranosa är en skalbaggsart som beskrevs av Stefan von Breuning 1945. Pseudostixis basigranosa ingår i släktet Pseudostixis och familjen långhorningar. Inga underarter finns listade i Catalogue of Life.